# Эмотивизм
Эмотивизм (от англ. emotive — вызывающий эмоции; от лат. emoveo — потрясаю, волную) — метаэтическая теория, выработанная на основе идей позитивизма, согласно которой этические высказывания являются не логическими суждениями, а исключительно выражением эмоций говорящего. Моральные высказывания не описывают каких-либо фактов и не дают никакой информации о мире, поэтому не могут быть проверены на истинность и не являются ни истинными, ни ложными. Значение их состоит в том, чтобы служить для выражения эмоций.

## Описание
Эмотивизм может быть суммирован в трех главных утверждениях:
1. Он подчеркивает, что мы не можем отделять то, что есть, от того, что должно быть.
2. Он предполагает, что, так как моральные утверждения не являются фактологическими утверждениями, они лишены всякого фактического смысла;
3. Необходимо прийти к этике свободного выбора без определения критериев для подобного выбора (Иначе говоря — человек не обязан мотивировать свои желания фактами из окружающего мира, а может лишь основывать более сложные моральные утверждения на более простых).

Согласно Д. Юму знание ограничено в отношении к нашему чувственному восприятию. То есть все, что мы можем увидеть, осязать и т. п. — это действительное знание, остальное — метафизика, не может быть знанием. Выходит, что все наши знания основаны на опыте. «Ворона — чёрная.» По Юму эта фраза имеет смысл, так как мы можем проверить это, выглянув в окно и убедиться на опыте. Это все доступно органам чувств. Также, согласно теории Юма, утверждение «Воровать — плохо» означает, на самом деле: «Мне не нравится воровство». Люди сами эмоционально окрашивают действие согласно своему отношению к нему. Юм полагал, что этические (или моральные) суждения не несут никакого сообщения о предметах и поступках, а лишь выражают по отношению к ним чувства одобрения или неодобрения.
Несколько менее крайняя форма эмотивизма была сформулирована Чарльзом Стивенсоном. Он соглашается, что выражение этических суждений стремится к тому, чтобы найти и пробудить сходное понимание у слушающего. Однако он также считает, что благодаря наличию нашего личного к ним отношения, основанного на наших убеждениях, они могут иметь здравый смысл. Другими словами, Стивенсон предполагал, что ценность зависит от того, на основе каких фактов эта личность совершает то или иное этическое суждение. Таким образом, так как эти факты могут быть поставлены под сомнение, этические суждения подвержены пересмотру на основе новых знаний и фактов.

## Примеры критики эмотивизма
Общепринятыми проблемами эмотивизма можно выделить:
1. Этики нет. Мы не можем предписывать, а только описывать. (Не утверждается несуществование этики. Постулируется отсутствие связи между фактологией и прескрипцией)
2. Эмотивист не может сказать, что остальные теории являются неверными, лишь «мне не нравится та или иная теория». («Теория» не содержит в себе этической компоненты, а потому не рассматривается в рамках моральной философии. Эмотивист не может постулировать ошибочность чужих взглядов на должное)
3. Теория не соответствует опыту. В нашей жизни есть много предписаний, которые несут смысл. Мама говорит малышу «не ешь снег», чтобы он не заболел, а не потому, что ей не нравится, что он его ест. (Ей не нравится не то, что он ест снег, а то, что он заболеет в результате поедания снега. С точки зрения эмотивиста нет никакого исследования, которое мать может провести, для того чтобы понять нужно ли защищать её дитя от болезни. Нежелание чтобы ребёнок болел — самодостаточно)
4. Эмотивизм теоретически оправдывает всякое зло. Заповедь «не убей» — если это только эмоции «мне не нравится убийство», то можно оправдать убийцу. (Эмотивизм рассматривает религиозный опыт как один из возможных источников этики. В данном случае эмотивист утверждал бы что нельзя при помощи эксперимента прийти к выводу о том что убивать людей плохо)

## История возникновения и создания
Основатель Дэвид Юм. Получил распространение в 20-40-х гг. 19 в. в Англии, Австрии, США, скандинавских странах. Главные представители — А. Айер, Б. Рассел, Р. Карнап, А. Макинтайр, Х. Рейхенбах, Ч. Стивенсон, Ч. Огден, А. Ричарде. А в качестве особой доктрины эмотивизм сложился в 20 веке, в ходе развития аналитической философии и логического позитивизма. Особый вклад внесли Альфред Джулс Айер и Чарльз Стивенсон. Эмотивизм оказал заметное воздействие на развитие англоязычной аналитической этики в 1920-50-е гг. Однако кризис неопозитивистской методологии, а также субъективистские и релятивистские следствия эмотивизма, неприемлемые для большинства этиков-моралистов, существенно ограничили влияние этой метаэтической доктрины. Особое внимание эмотивизму уделяется в американской философии, как части мультикультурализма. Согласно А. Макинтайру, избежать эмотивизма можно только, осознав важность социума со всем многообразием его социальных практик и связей как источника и гаранта объективности ценностей. Если же источник ценностей локализуется в индивиде, а общество понимается как состоящее «из индивидов, каждый из которых имеет свой собственный интерес, и которые затем собираются вместе, чтобы сформулировать общие правила общежития», то объективность ценностей имеет не более рациональное обоснование, чем наши индивидуальные предпочтения.